# Zidna salatika
Zidna salatika (šumska salatika, zidna salata, zečji lopuh, lat. Mycelis muralis ili Lactuca muralis) biljna vrsta, po nekima pripada rodu Lactuca, po drugima vlastitom rodu salatika (Mycelis), porodica glavočika
Naraste do 100 centimetara visine, uspravne je i gole stabljike u gornjem dijelu razgranata. Jestivih je listova koji se beru na početku cvatnje, jer kasnije postaju otrovni. Biljka raste od nizina pa sve do visina od 1800 metara. Česta je po zidovima, pa joj otuda i ime muralis, što znači da raste po zidovima. 
Cvjeta od lipnja do kolovoza. Cvjetovi su dvospolni, a plod crnkasta roška.
- biljka
- Donji listovi
- Cvijet
- plod